# کشته‌شدن محمدحسن ترکمان
محمدحسن ترکمان (۱۲ آذر ۱۳۷۴ – ۳۰ شهریور ۱۴۰۱) یکی از معترضان خیزش ۱۴۰۱ ایران بود که در روز ۳۰ شهریور ۱۴۰۱ در ۲۶ سالگی در بابُل با تیراندازی نیروهای امنیتی کشته شد.

## زندگی شخصی
محمدحسن ترکمان اهل اصفهان بود و در بابل دانشجو بود.

## کشته‌شدن
دوست محمدحسن با خانواده او تماس می‌گیرد و می‌گوید که محمدحسن گمشده است. ساعاتی بعد، شماره‌ای ناشناس با دوست محمدحسن تماس می‌گیرد و با آرامش می‌گوید که او تیر خورده است. همان شب، خانواده او در جست‌وجوی محمدحسن از تهران به بابل می‌آیند. پدر محمدحسن-که در دوره جنگ ایران و عراق اسیر بود-در بیمارستان بابل سکته می‌کند و به سی‌سی‌یو منقل می‌شود.

## مراسم چهلم
مادر محمدحسن در در مراسم چهلم او تأیید می‌کند که او توسط نیروهای حکومتی کشته و از سوی آن‌ها تحت فشار بوده که بگوید فرزندش در تصادف درگذشته است:
خون بچه من را آوردن، در آن نان زدن و گفتن بخور … اومدن گفتند تو هم این را بگو، بگو تصادف بوده، من دروغ نمیگم، بچه من را کشتید، من به فنا، مردم به فنا، از پدرش خجالت نکشیدین ۸ سال سینه سپر کرد برای شما حرومزاده‌ها؟ میگم دیگه… خفه‌خون گرفتم این چهل روز… بچه منو کشتین به نامردی هم کشتین… زینب زمان منم، منم، منم …

## ادعا و تهدید حکومت

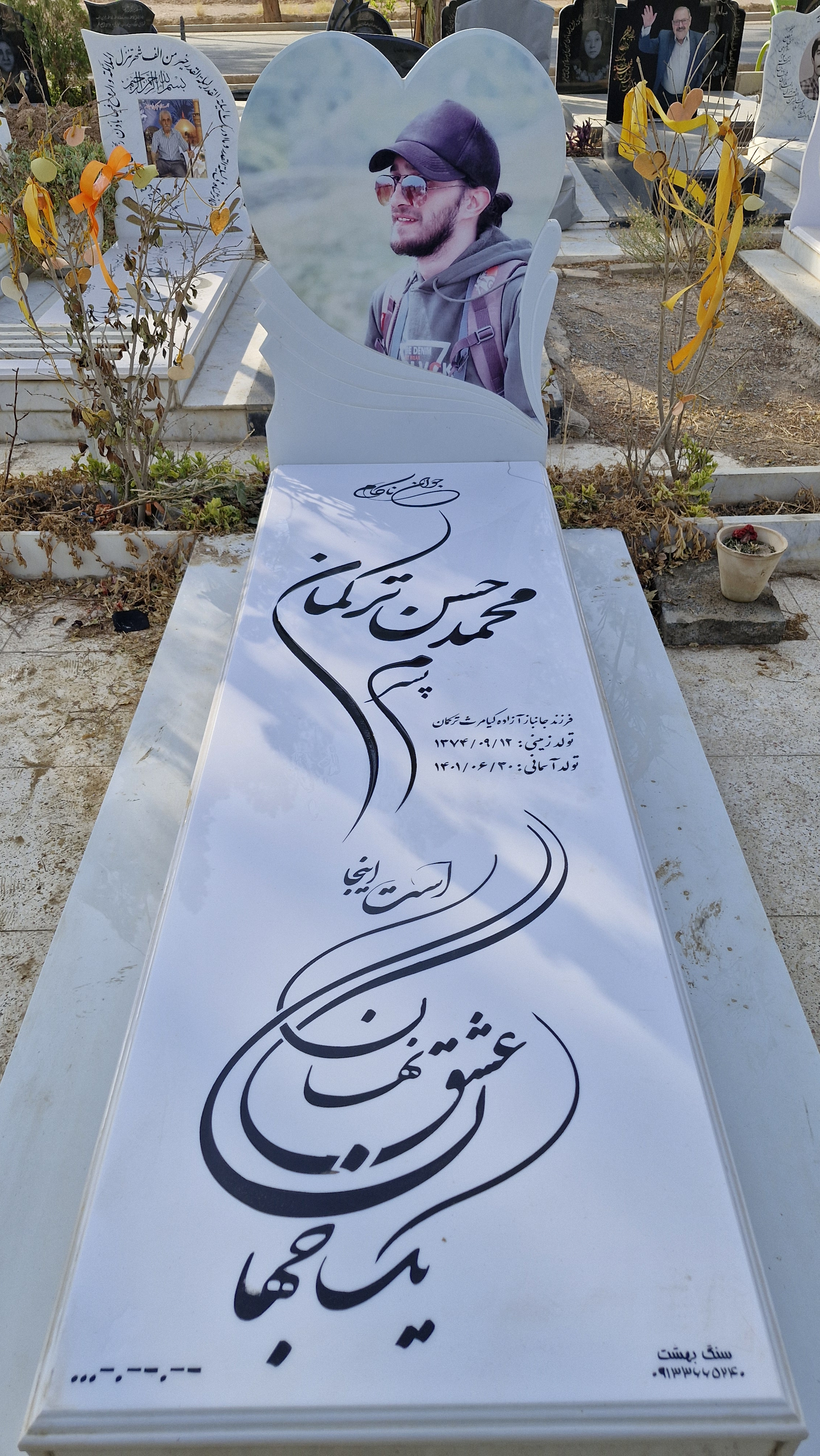
سنگ مزار محمدحسن ترکمان در گورستان شاهین‌شهر اصفهان

فرماندار بابل و دادستان بابل ادعا می‌کنند که محمدحسن به‌دست منافقین (سازمان مجاهدین خلق ایران)-که کُرد بوده-با شلیک نزدیک و از فاصله ۱۵ سانتیمتری و با کلت شاهکش کشته شده است و حتی یکی از آن‌ها دستگیر شده است؛ با این حال، حکومت جمهوری اسلامی به خانواده وی اجازه ندادند که جنازه محمدحسن را ببینند، حتی در روز خاک‌سپاری هم مأموران امنیتی حضور داشتند و مادر او را تهدید کردند که به همه بگوید که پسرش در تصادف کشته شده است. پرستار بخش گفته است که یک تیر به سر او و دو تیر به پهلوی او خورده است؛ در حالی که مسئولان بابل گفتند که تنها یک تیر به پهلوی او خورده است. در جواز دفن او، علت مرگش اصابت جسم فلزی پرتابه‌ای مدور (گلوله اسلحه) ذکر شده است.
اساساً مسئولان حکومت جمهوری اسلامی دلیل کشته‌شدن معترضان را خودکشی، بیماری زمینه‌ای، گاز گرفتن سگ… و حتی شلیک معترضان به یکدیگر اعلام می‌کنند.

## خاک‌سپاری
محمدحسن ترکمان ۳۰ شهریور ۱۴۰۱ در بهشت معصومه شاهین شهر در استان اصفهان به خاک سپرده شد.